# Richard Allen (Bischof)

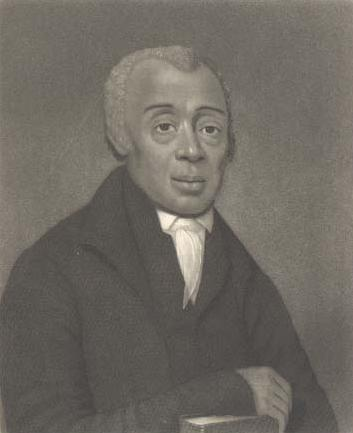
Richard Allen

Richard Allen (14. Februar 1760 in Philadelphia County, Provinz Pennsylvania; † 26. März 1831 ebendort) war ein afroamerikanischer Sklave, der sich 1783 freikaufen konnte, ab 1783 methodistischer Prediger, Abolitionist, Führer der Afroamerikaner und Begründer und erster Bischof der African Methodist Episcopal Church (AME Church), die 1816 in Philadelphia gegründet wurde.

## Leben
Allen wurde in der Sklaverei geboren und um 1768 als Kind mit seinen Eltern und drei Geschwistern vom Quäker, Anwalt und späteren Oberrichter Philadelphias Benjamin Chew an den Farmer Stokeley Sturgis in Dover, Delaware, verkauft, wo er Negro Richard genannt wurde. Um Schulden zu begleichen, veräußerte Sturgis später Allens Mutter und drei seiner Geschwister.
1777 kam Allen erstmals in Kontakt mit der Erweckungsbewegung innerhalb der Anglikanischen Kirche, als er mit Erlaubnis von Sturgis Zeuge einer entsprechenden methodistischen Predigt auf einer Lichtung nahe dessen Landgut wurde. Bald darauf stellte er seinem Sklavenhalter einen der Geistlichen vor. Noch im gleichen Jahr schloss er sich dem Methodismus an, erlernte in der Gemeinde das Lesen und Schreiben und begann bei den Treffen der Mitglieder selbst zu predigen. 1780 wurde auch Sturgis durch Allen Methodist und erklärte seine Gegnerschaft zur Sklaverei, so dass sich Allen und sein Bruder durch unterschiedliche Arbeiten bis 1785 für 2.000 US-Dollar freikaufen konnten, was 2020 etwa 36.000 US-Dollars entspräche. Während dieser Zeit besuchte er trotz seiner fehlenden Ausbildung als Wanderprediger ab 1783 methodistische Gemeinden in Delaware, Maryland und Pennsylvania.
Während der Konferenz zu Weihnachten 1784 in Baltimore, auf der die Bischöfliche Methodistenkirche gegründet wurde, war Allen neben Harry Hosier der einzige afroamerikanische Teilnehmer. Die Ordination wurde ihm jedoch aufgrund seiner Hautfarbe verweigert. Nachdem Allen das Geld für Sturgis durch seine Wanderarbeiten aufgebracht hatte, zog er wieder nach Philadelphia zurück, wo er seine Frau, die gebürtige Sklavin Sarah Bass, kennenlernte und heiratete. Aus dieser Ehe gingen sechs Kinder hervor. Mit ihr begann er eine Station der Underground Railroad zu betreiben, die geflüchteten Sklaven aus dem Süden der USA auf dem Weg in die Freiheit Kanadas Schutz und Unterstützung bot, was er bis zu seinem Tode fortsetzte.
1786 wurde er vom weißen Pfarrer der Saint George’s Methodist Episcopal Church, einer gemischtrassigen Gemeinde in Philadelphia, eingeladen, um dort zu predigen. Dies führte dazu, dass der Anteil der Afroamerikaner in den Gottesdiensten anstieg. Die Gemeindeleitung beschloss daraufhin, diese in der Kirche räumlich zu trennen und die Gottesdienste zu beschränken, die sie besuchen durften. Die Bänke und Bereiche, die für die Schwarzen reserviert waren, hießen etwas abschätzig Negro Pew und African Corner. Allens Wunsch, für die schwarzen Gemeindemitglieder eine eigene Kirche zu errichten, lehnten die Verantwortlichen ab. So kam es während eines Gottesdienstes zum Eklat, als sich Absalom Jones weigerte, die für die Afroamerikaner separierten Sitze auf der Empore einzunehmen. Nachdem ihn die Verwalter des Platzes verwiesen, verließen alle schwarzen Gemeindemitglieder mit ihm die Kirche. Dieser Auszug fand entweder 1787 oder 1792/93 statt. Am 12. April 1787, gründete Allen mit Jones und sechs weiteren Männern die Free African Society (FAS), welche entflohene Sklaven in Philadelphia unterstützte und Rassismus bekämpfte. Außerdem halfen sich die Mitglieder, die Alleniten genannt wurden und einer Bruderschaft vergleichbar waren, gegenseitig und benutzten ein gemeinsames Haus, um dort Gottesdienste abzuhalten.

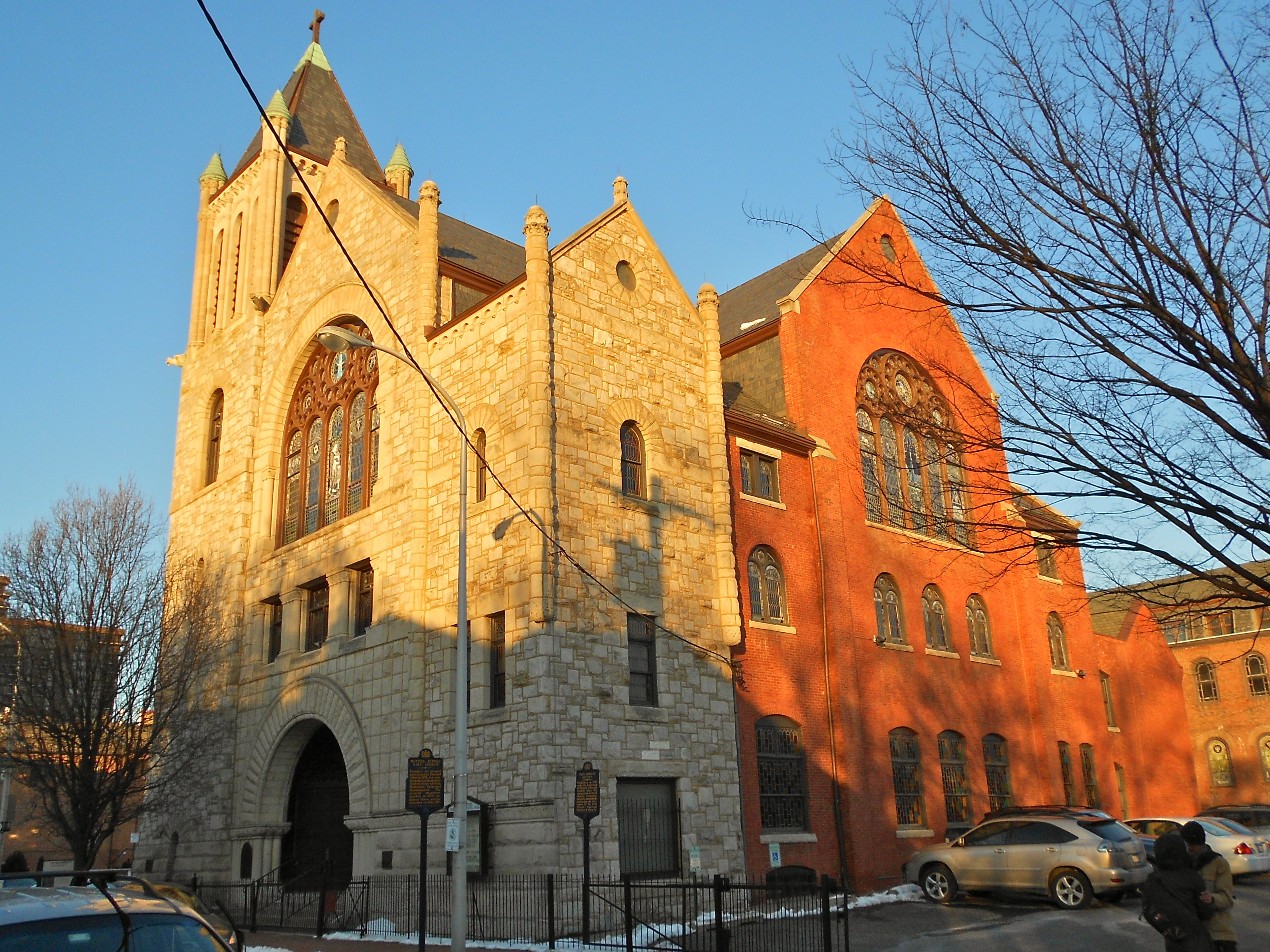
Die frühere Bethel African Church und heutige Mother Bethel African Methodist Episcopal Church in Philadelphia

1794 kam es schließlich zur Gründung der African Church of Philadelphia durch die FAS. Aufgrund ihrer Erlebnisse in der Methodistengemeinde trat diese der Episkopalkirche der Vereinigten Staaten von Amerika bei, während Allen Methodist blieb. Am 29. Juli 1794 gründete er in einer Schmiede, die ihm gehörte, die Bethel African Church, deren Diakon er wurde. Die Kirche ist heute das älteste, durchgängig in afroamerikanischem Besitz befindliche Gebäude in den USA. Im gleichen Jahr wurden Allen und Jones vom Bürgermeister Philadelphias für ihr Engagement gelobt, mit dem sie im Vorjahr bei einer großen Gelbfieberepidemie die Krankenpflege und Betreuung der Sterbenden in der Stadt unterstützt hatten. 1799 erhielt Allen durch Bischof Francis Asbury die offizielle Ordination als Diakon.
Allen konnte in der Folge erfolgreich die Versuche weißer Methodisten abwehren, Kontrolle über die Bethel African Church zu erlangen. Ein Urteil in seinem Sinne, das der Pennsylvania Supreme Court 1807 fällte, führte zur Gründung vieler schwarzer methodistischer Gemeinden im Nordosten der Vereinigten Staaten, so in Baltimore, Wilmington, Attleboro und Salem. Der gleiche Gerichtshof entschied zum 1. Januar 1816 auf Unabhängigkeit der Bethel African Church. Im gleichen Jahr vereinigten sich bei einer Zusammenkunft in Philadelphia 16 dieser Gemeinden zur African Methodist Episcopal Church. Am 11. April 1816 wurde Allen zum Bischof der AME Church gewählt. 1818 stellte er ein von schwarzer Musik und Texten geprägtes Liederbuch für die neue Kirche zusammen. Allein zur Mutterkirche Bethel African Church in Philadelphia gehörten um 1820 7.500 Mitglieder.
Neben seiner kirchlichen Tätigkeit gründete er auch die African Masonic Lodge und 1804 die Society for Free People of Color for Promoting the Instruction and School Education of Children of African Descent. Er widersetzte sich dem Rückführungsprogramm von Schwarzen nach Afrika. Auch die Free Produce Society of Philadelphia vom 20. Dezember 1830 geht auf seine Initiative zurück. Vom 20. bis 24. September 1830 leitete er die erste Convention of the Colored Men of the United States, auch National Negro Convention genannt, welche in der Bethel African Church tagte. 27 gewählte Delegierte aus sieben Staaten nahmen daran teil. Deshalb wurde er als einer der ersten schwarzen Führer der USA bezeichnet.
Allen starb mit 71 Jahren in Philadelphia und ist auf dem Friedhof der Mother Bethel African Methodist Episcopal Church, der früheren Bethel African Church, beerdigt.

## Ehrungen
Das Dokument von 1783 zur Erlangung seiner Freiheit schenkte Allen der Pennsylvania Abolition Society, wo es aufbewahrt wird. Die Bethel African Church gehört auch zum National Register of Historic Places and National Historic Landmarks. Unter NAID 20812721 können auch Dokumente von Richard Allen eingesehen werden. Mehrere Institutionen tragen zu Ehren von Allen seinen Namen, wie zum Beispiel die Allen University in Columbia, South Carolina, die Allen Temple AME Church in Cincinnati und das Richard Allen Center for Culture and Art in Manhattan.